# Günther Wuttke
Günther Wuttke (* 7. Dezember 1923 in Breslau; † 11. Februar 2002 in Fulda) war ein deutscher Politiker (SPD).

## Leben und Beruf
Nach dem Besuch der Volksschule absolvierte Wuttke zunächst eine Maschinenbauerlehre und durchlief anschließend eine REFA-Ausbildung. Von 1941 bis 1945 nahm er als Soldat am Zweiten Weltkrieg teil. Danach war er als Technischer Angestellter bei der Deutschen Bundespost tätig, unter anderem als Personalratsvorsitzender (bis 1969) des Fernmeldeamtes Fulda.

## Partei
Wuttke trat in die SPD ein und wurde 1971 zum Vorsitzenden des SPD-Unterbezirkes Fulda gewählt.

## Abgeordneter
Wuttke war Stadtverordneter in Fulda und dort zeitweise Vorsitzender der SPD-Fraktion. Dem Deutschen Bundestag gehörte er von 1969 bis 1983 an. Er war stets über die Landesliste Hessen ins Parlament eingezogen.

## Ehrungen
- 1983: Verdienstkreuz 1. Klasse der Bundesrepublik Deutschland

## Weblink
- Wuttke, Günther. Hessische Biografie. (Stand: 16. Juli 2024). In: Landesgeschichtliches Informationssystem Hessen (LAGIS).

| Personendaten    | Personendaten                  |
| ---------------- | ------------------------------ |
| NAME             | Wuttke, Günther                |
| KURZBESCHREIBUNG | deutscher Politiker (SPD), MdB |
| GEBURTSDATUM     | 7. Dezember 1923               |
| GEBURTSORT       | Breslau                        |
| STERBEDATUM      | 11. Februar 2002               |
| STERBEORT        | Fulda                          |